# Dystrykt Bahawalpur
Bahawalpur (urdu: ضلع بَہاوَل پور) – dystrykt w Pakistanie, położony w prowincji Pendżab. Siedzibą administracyjną dystryktu jest Bahawalpur.

## Demografia
Większość mieszkańców posługuje się językiem saraiki.
| Rok  | Liczba ludności |
| ---- | --------------- |
| 1972 | 1.071.026       |
| 1981 | 1.453.438       |
| 1998 | 2.433.091       |
| 2017 | 3.668.106       |